# Vito Maffi
Vito Maffi (...) è un fumettista italiano attivo prevalentemente negli anni quaranta.

## Biografia
Durante gli anni quaranta lavora per la Arnoldo Mondadori Editore illustrando racconti pubblicati sul settimanale Topolino nel 1942; disegna poi, per le Edizioni Alpe, il n. 16 della collana Gli albi della fantasia della serie Cucciolo; torna poi alla Mondadori per la quale ritocca tavole della serie americana Principe Valiant che, per evitare la censura, viene anche rinominata Principe Ario e attribuita interamente a lui per i disegni e a Mario Gentilini per i testi; la serie venne pubblicata nel 1943 prima su L'Avventuroso e poi su Topolino. Nel 1945 illustra un albo della serie Gnomi e fate della casa editrice Carroccio mentre, nel 1946, pubblica per la Casa Editrice Universo una storia a fumetti sulla serie degli Albi dell'Intrepido e poi una riduzione del Don Chisciotte della Mancia oltre alla serie Goor, ideata da Vincenzo Baggioli, sulla collana Albi dell'invincibile, edito dalla Sportivetto; nel 1947 realizza tre albi della serie Albi Sportivetto dell'Editoriale Sportiva di Baggioli e due albi della serie Maschera Blu; per la Casa editrice A.R.C. di Pasquale Giurleo disegna nel 1949 parte della serie Capitan Mistero, scritta da Gian Giacomo Dalmasso.